# Złoty chłopak (turecki serial telewizyjny)
Złoty chłopak (tur.  Yalı Çapkını, 2022–2025) – turecki serial telewizyjny emitowany przez stację Star TV. Pierwszy odcinek wyemitowano 23 września 2022, a ostatni 4 kwietnia 2025. W Polsce serial wyświetlany jest od 28 sierpnia 2023 na antenie TVP1.

## Fabuła
Właściciel stambulskiej firmy jubilerskiej, Halis Korhan, martwi się o wnuka, lekkoducha i kobieciarza Ferita. Postanawia ożenić go z odpowiednią panną ze swojego rodzinnego miasta Gaziantep. Chłopak godzi się na plany dziadka, ponieważ uważa, że będzie to jedynie papierowe małżeństwo. Halis prosi synową, Ifakat, by znalazła Feritowi dobrą kandydatkę na żonę. Kobieta udaje się do Gaziantep. Dociera do majętnego Kazima, który widzi w tym szansę dla swoich córek, Suny i Seyran. Wybór Ifakat pada na pierwszą z dziewcząt, lecz Ferit wkrótce poznaje jej siostrę i to z nią decyduje się związać. Seyran nie jest skłonna do ślubu, ponieważ chce kontynuować naukę. Wbrew jej woli jednak Kazim aprobuje małżeństwo młodszej córki z Feritem.

## Obsada
| Aktor                     | Rola                   | Sezon         |
| OBSADA GŁÓWNA             | OBSADA GŁÓWNA          | OBSADA GŁÓWNA |
| ------------------------- | ---------------------- | ------------- |
| Afra Saraçoğlu            | Seyran Korhan          | 1–3           |
| Mert Ramazan Demir        | Ferit Korhan           | 1–3           |
| Çetin Tekindor            | Halis Korhan           | 1–3           |
| Şerif Sezer               | Hatice "Hattuç" Korhan | 1–3           |
| Emre Altuğ                | Orhan Korhan           | 1–3           |
| Gözde Kansu               | Gülgün Korhan          | 1–3           |
| Gülçin Santırcıoğlu       | İfakat Korhan          | 1–3           |
| Diren Polatoğulları       | Kazım Şanlı            | 1–3           |
| Sezin Bozacı              | Esme Şanlı             | 1–3           |
| Beril Pozam               | Suna Korhan            | 1–3           |
| Ersin Arıcı               | Abidin Korhan          | 1–3           |
| CZŁONKOWIE RODZINY KORHAN |                        |               |
| Sara Yılmaz               | Duru Korhan            | 3             |
| Mert İnce                 | Teşko Korhan           | 3             |
| Asya Lida Bedir           | Hatice Korhan          | 3             |
| Taro Emir Tekin           | Kaya Korhan            | 2             |
| Binnur Kaya               | Nükhet Korhan          | 2             |
| Öznur Serçeler            | Asuman Korhan          | 1–2           |
| Doğukan Polat             | Fuat Korhan            | 1             |
| Hülya Duyar               | Şefika                 | 1–3           |
| Yiğit Tuncay              | Latif                  | 1–2           |
| POZOSTAŁA OBSADA          |                        |               |
| Baran Bölükbaşı           | Tarık İhsanlı          | 1–3           |
| Ediz Akşehir              | Saffet İhsanlı         | 1–3           |
| İrem Altuğ                | Sultan                 | 1–2           |
| Selen Özbayrak            | Dicle                  | 1–2           |
| Tufan Gökpınar            | Serter                 | 1–2           |
| Buçe Buse Kahraman        | Pelin Yılmaz           | 1–2           |
| Toprak Sağlam             | Zerrin Yılmaz          | 1–2           |
| Gülen Gedikoğlu           | Ayşen                  | 2–3           |
| Türkü Su Demirel          | Serpil Keskin          | 2–3           |
| Osman Çakir               | Memo                   | 3             |
| Pelin Akil                | Diyar                  | 3             |
| Cem Söküt                 | Sinan Kantarcı         | 3             |
| Rozet Hubeş               | Çiçek                  | 3             |
| Armağan Oğuz              | Karam                  | 3             |
| Arif Selçuk               | Cengiz                 | 3             |
| Ayşen Çetiner             | Nurten                 | 3             |
| Derya Alabora             | Ayla Kantarcı          | 3             |
| Ahmet Saraçoğlu           | Mümtaz Kantarcı        | 3             |
| Alper Türedi              | İlyas                  | 3             |
| Mine Teber                | Binnaz                 | 3             |
| Enes Bay                  | Tayfun                 | 3             |
| Hazal Aracı               | Betül                  | 1,3           |
| Nila Yari                 | Ece                    | 2             |
| Tilbe Saran               | psycholog Seyran       | 2             |
| Tamer Levent              | Kont Ziya              | 2             |
| Cihan Talay               | Coşkun                 | 2             |
| Sevcan Yaşar              | Sinem                  | 2             |
| Sabriye Günüç             | Aysel                  | 2             |
| Büşra Alnıtemiz           | Pırıl                  | 2             |
| Turgut Tunçalp            | Şehmuz                 | 2             |
| Betül Aktel               | Nevra                  | 2             |
| Melih Özkaya              | Akın                   | 2             |
| İlkay Kayku               | Mezide                 | 2             |
| Nazmi Kırık               | Tayyar                 | 2             |
| Ali Öner                  | Doruk                  | 2             |
| Selin Dumlugöl            | Gonca                  | 2             |
| Çiğdem Sakarya            | Falcı Fikriye Keskin   | 2             |
| Murat Baykan              | Ökkeş Ağa              | 2             |
| Cemre Gümeli              | Talih Özgün            | 2             |
| Mine Tugay                | Defne                  | 1             |
| Fırat Çelik               | Efe Han                | 1             |
| Hakan Aydın               | Maho                   | 1             |
| Mehmet Esen               | Vahit                  | 1             |
| Cenan Çamyurdu            | Sadık                  | 1             |
| Uğur Demirpehlivan        | Mehveş                 | 1             |
| Barış Falay               | Reşat Ademoğlu         | 1             |
| Bilge Can Göker           | Nazan İhsanlı          | 1             |
| Mehmet Bilge Aslan        | Ahmet Güneyer          | 1             |
| Cansu Fırıncı             | İbrahim                | 1             |
| Menderes Samancılar       | Necip Usta             | 1             |
| Umut Gezer                | Yusuf                  | 1             |
| Muhammed Cangören         | Saffet İhsanlı (Ağa)   | 1             |

## Spis serii
| Seria | Odcinki     | Odcinki       | Premierowa emisja Star TV | Premierowa emisja Star TV | Premierowa emisja Star TV | Premierowa emisja TVP1 | Premierowa emisja TVP1 | Premierowa emisja TVP1    |
| Seria | Turcja      | Polska        | Rozpoczęcie               | Zakończenie               | Pora emisji               | Rozpoczęcie            | Zakończenie            | Pora emisji               |
| ----- | ----------- | ------------- | ------------------------- | ------------------------- | ------------------------- | ---------------------- | ---------------------- | ------------------------- |
| 1.    | 1–36 (36)   | 1–119 (119)   | 23 września 2022          | 9 czerwca 2023            | piątek 20.00              | 28 sierpnia 2023       | 16 lutego 2024         | poniedziałek–piątek 14.00 |
| 2.    | 37–73 (37)  | 120–244 (125) | 15 września 2023          | 7 czerwca 2024            | piątek 20.00              | 19 lutego 2024         | 5 września 2024        | poniedziałek–piątek 14.00 |
| 3.    | 74–101 (28) | od 245        | 13 września 2024          | 4 kwietnia 2025           | piątek 20.00              | bd.                    | bd.                    |                           |